# Rachel Matthews
Rachel Lynn Matthews, född 25 oktober 1993 i Los Angeles i Kalifornien, är en amerikansk skådespelerska. Hon har bland annat medverkat i slasherfilmerna Happy Death Day och Happy Death Day 2U, i rollen som Danielle Bouseman. Hon har också gjort den amerikanska originalrösten till karaktären Månskära (engelska: Honeymaren) i Disney-filmen Frost 2.
Matthews är dotter till den före detta skådespelerskan Leslie Landon (född 1962) och hennes make Brian Matthews. Hon är också systerdotter till bland annat filmregissören Christopher Landon.

## Filmografi (i urval)

### Filmer
- 2017 – Happy Death Day
- 2019 – Happy Death Day 2U
- 2019 – Frost 2
- 2022 – Do Revenge

### TV-serier
- 2019 – Batwoman (TV-serie)
- 2019 – Looking for Alaska (TV-serie)